# Madonna col Bambino e san Giovannino (Strozzi)
La Madonna col Bambino e san Giovannino è un dipinto a olio su tela del pittore genovese Bernardo Strozzi datato 1620-1622 circa e conservato ai Musei di Strada Nuova a Genova.

## Storia
Il dipinto, firmato sul libro che la Vergine tiene in mano: “Presbyter Bernardus Strozzius”, entra nelle collezioni del Comune di Genova nel 1874 grazie alla la donazione di Maria Brignole-Sale De Ferrari. Il quadro si trova a Palazzo Rosso già dal 1748, quando viene menzionato nella "Descrizione della galleria de quadri esistenti nel palazzo del Serenissimo Doge Gio Francesco Brignole Sale", all'interno della sala dell’inverno affrescata da Domenico Piola. La tela venne probabilmente comprata da Gio. Francesco II Brignole-Sale, grande appassionato d'arte e mecenate, che incrementò notevolmente la quadreria della famiglia con numerose acquisizioni.
L’opera è stata rifoderata nell'Ottocento e restaurata nel 1902 da Orfeo Orfei. L’ultimo restauro del 1995 ha fornito interessanti informazioni sulla genesi dell’opera. Grazie alle riflettografie si è infatti scoperto che il tavolo, su cui poggia la canestra di frutta, era inizialmente coperto da un tappeto rosso “Holbein” già abbozzato dall'artista e successivamente sostituito con un tessuto di colore scuro per dare maggior risalto alla luce che illumina san Giovannino mentre dialoga con Gesù Bambino.

## Descrizione
La Vergine, raffigurata in una posa naturale, sostiene il capo con la mano destra e interrompe la lettura del libro che regge con la mano sinistra alzando gli occhi verso l’osservatore. L’atmosfera, domestica e intima, è sottolineata da precisi dettagli come il piede nudo che sporge dall'orlo dell'abito scarlatto appoggiandosi sulla cesta del cucito. L’abito di Maria è semplice, l'unico dettaglio prezioso è il panno blu bordato d’oro che ha sulle ginocchia. Altrettanto umilmente sono abbigliati il piccolo Gesù e san Giovannino che ha una pelle intorno alla vita, tratto tipico della sua iconografia.
Il dipinto venne giudicato prosaico e volgare dalla critica Ottocentesca, Alizeri, sebbene sottolinei la grande abilità di Strozzi nella lavorazione del chiaroscuro sugli incarnati, ne rimarcava la “rappresentanza ignobile, sembianti ed atti volgari”. La tela venne analizzata da Orlando Grosso che nel 1914, in un contributo su “Emporium”, include il dipinto in quella che definisce la "seconda maniera" del pittore, lontana dai colori tenui del maestro senese Piero Sorri e caratterizzata da un uso del colore di matrice rubensiana e chiaroscuri caravaggeschi. Lombardi e toscani sono i modelli di riferimento: sia per la realizzazione dei fondali scuri, sia per la grazia della composizione. In particolare Strozzi sembra essersi ispirato ai modi di Bartolomeo Cavarozzi. Il riferimento alla Madonna col Bambino e San Giuseppe del pittore viterbese è evidente e inoltre le collezioni civiche genovesi ne conservano ben due copie.
L’opera racchiude tutte le diverse influenze presenti all'epoca nella città di Genova: l'espressività del caravaggismo, il naturalismo, lo studio attento delle luci di impronta lombarda e un uso del colore puro dovuto alla presenza nel capoluogo ligure dei capolavori di pittura fiamminga. Il successo del dipinto è chiaramente documentato dall’esistenza di numerose copie realizzate successivamente.